# Брут (Микеланджело)
«Брут» — мраморный бюст, заказанный Микеланджело в 1537—1538 гг. Донато Джаннотти, гуманистом республиканских убеждений, который считал «тираноборца» Брута своим кумиром. Первым владельцем произведения был кардинал Никколо Ридольфи (1501-50).
Данное творение показывает, как далеко зашло изучение и усвоение достижений древнеримской скульптуры в Италии на новом этапе. Произведение несёт и интересную композицию, и новую идейную нагрузку, далекую от декоративности. Именно обращение к образу убийцы римского диктатора ради восстановления республиканского правления имело антитираническую окраску и приобщало мнение современников к недавним политическим событиям, к восстановлению тиранической власти Медичи во Флоренции. Антитираническая идейная окраска бюста была такой очевидной, что Микеланджело уговорили прекратить работу над опасным произведением, и бюст остался незавершенным. Только чрезвычайные художественные качества произведения спасли его от уничтожения. «Брут» Микеланджело так и остался единственным образцом республиканских настроений художника в эпоху формирования абсолютизма как типа имперской власти на территории Западной Европы в 16 веке.
Советские искусствоведы всячески превозносили это произведение как свидетельство прогрессивных политических устремлений автора. А. К. Дживелегов в 1938 г. заявил, к примеру, что бюст «без всякого преувеличения, принадлежит к лучшему, что было создано Микеланджело».